# Padda (fågelsläkte)
Padda är ett fågelsläkte i familjen astrilder inom ordningen tättingar. Släktet omfattar endast två arter som naturligt förekommer dels på Java i Stora Sundaöarna, dels på Timor i Små Sundaöarna:
- Risfågel (Padda oryzivora)
- Timormunia (Padda fuscata)

Arterna placeras traditionellt i släktet Lonchura, men lyfts numera[när?] vanligen ut till det egna släktet Padda efter genetiska studier